# Макогонов, Михаил Андреевич
Михаи́л Андре́евич Макого́нов (1900 — 1942) — советский шахматист, мастер спорта СССР (1929—1935).

## Биография
Родился в Воздвиженской слободе (в то время находилась на территории Терской области, позже — на территории Грозненской области, Чечено-Ингушской АССР, ныне не существует). В 1905 г. вместе с семьей переехал в пригород Баку.
По профессии — инженер-строитель. Преподавал начертательную геометрию в Бакинском политехническом институте (в частности, на инженерно-строительном факультете).
После начала Великой Отечественной войны мобилизован Ленинским РВК Баку (дата мобилизации — 10 декабря 1941 г.). Окончил Военно-инженерную академию им. В. В. Куйбышева. Служил в должности полкового инженера в 195-й стрелковой дивизии (II ф.). В августе 1942 г. получил звание старшего лейтенанта. В советских источниках обычно указывалось, что он погиб в 1943 г., но согласно документам, хранящимся в ЦАМО, он пропал без вести осенью 1942 г. (официально выбыл из строя в ноябре).

### Шахматная деятельность
По мнению В. Н. Панова, М. А. Макогонов был шахматистом «классического позиционного стиля игры». По словам В. А. Асрияна (биографа В. А. Макогонова), братья «играли в совершенно разной манере. Если Владимир был шахматистом ярко выраженного позиционного стиля, то Михаил — комбинационного. Атаки старшего брата, как правило, разбивались о хладнокровную защиту младшего».
Чемпион Баку 1923, 1928 и 1930 гг. (в 1928 г. выиграл все 15 партий и опередил на 5 очков серебряного призера С. Т. Абрамяна). Серебряный призер чемпионата Баку 1934 и 1935 гг. Победитель чемпионата ЦК нефтепромыслов Кавказа 1935 г. Чемпион Азербайджанской ССР 1936 г. Участник 6-го чемпионата СССР (Одесса, 1929 г.; вышел в полуфинальный турнир, по итогам соревнования получил звание мастера) и полуфинала 11-го чемпионата СССР (Киев, 1938 г.).

### Семья
Младший брат: В. А. Макогонов (1904—1993), шахматист, почетный гроссмейстер.
Жена: В. А. Арутчева (1906—1991), литературовед, сотрудница музея В. В. Маяковского, специалист по рукописям Маяковского, помощница К. И. Чуковского. Участвовала в работе над полным собранием сочинений Маяковского в 13 томах (1955—1961 гг.; подготовка текста и примечания к тт. 4, 9 и 13) и описанием документальных материалов Маяковского 1964—1965 гг.
Дочь: Маргарита.

## Основные спортивные результаты
| Год  | Город          | Соревнование                                               | +  | − | =  | Результат | Место |
| ---- | -------------- | ---------------------------------------------------------- | -- | - | -- | --------- | ----- |
| 1923 | Баку           | Первенство Баку                                            |    |   |    | 9 из 11   | 1—2   |
| 1928 | Баку           | Первенство Баку                                            | 15 | 0 | 0  | 15 из 15  | 1     |
|      | Баку           | Матч с Н. Д. Григорьевым (на звание мастера спорта)        | 1  | 5 | 2  | 2 : 6     |       |
| 1929 | Одесса         | 6-й чемпионат СССР Четвертьфинальный турнир (группа № 3)   | 4  | 1 | 3  | 5½ из 8   | 2—3   |
|      |                | Полуфинальный турнир                                       | 1  | 3 | 1  | 1½ из 5   | 4—5   |
|      | Баку           | Матч с В. А. Макогоновым                                   |    |   |    | [ 16 ]    |       |
|      | Баку           | Матч Баку — Тифлис (2-я доска, против В. А. Гоглидзе)      | 0  | 0 | 2  | 1 из 2    |       |
| 1930 | Баку           | Первенство Баку                                            | 8  | 1 | 0  | 8 из 9    | 1     |
| 1934 | Баку           | Первенство Баку                                            | 8  | 2 | 1  | 8½ из 11  | 4     |
|      | Тифлис         | Турнир мастеров                                            | 1  | 2 | 10 | 6 из 13   | 8—10  |
| 1935 | Баку           | Чемпионат ЦК нефтепромыслов Кавказа                        | 8  | 0 | 1  | 8½ из 9   | 1     |
|      | Баку           | Чемпионат Баку                                             |    |   |    |           | 2     |
| 1936 |                | Чемпионат Азербайджанской ССР                              |    |   |    |           | 1—2   |
| 1938 | Киев           | Полуфинал 11-го чемпионата СССР                            | 3  | 6 | 8  | 7 из 17   | 12—14 |
|      | Баку           | Чемпионат Азербайджанской ССР                              | 8  | 2 | 3  | 9½ из 13  | 3     |
| 1939 | Ростов-на-Дону | Всесоюзный турнир кандидатов в мастера спорта (группа № 2) | 3  | 5 | 5  | 5½ из 13  | 10—11 |
| 1940 |                | Всесоюзный турнир кандидатов в мастера спорта (группа № 2) | 4  | 4 | 3  | 5½ из 11  | 7     |